# Maffia: Túlélő játszma
A Maffia – Túlélő játszma (eredeti cím: Мафия: Игра на выживание) 2016-ban bemutatott orosz film, amelyet Sarik Andreasyan rendezett.
A forgatókönyvet Andrei Gavrilov írta. A producerei Sarik Andreasyan, Ghevond Andreasyan, Vladimir Polyakov, Max Oleynikov és Nikita Argunov. A főszerepekben Viktor Verzhbitsky, Veniamin Smekhov és Yuri Chursin láthatóak. A zeneszerzői Roman Vishnevsky és Alim Zairov. A tévéfilm gyártója az Enjoy Movies és a Renovatio ent., forgalmazója a Karoprokat. Műfaja sci-fi film és akciófilm.
Oroszországban 2016. január 1-én mutatták be a mozikban. Magyarországon a Mozi+ mutatta be 2017. augusztus 26-án.

## Szereplők
| Szereplő               | Színész              | Magyar hang           |
| ---------------------- | -------------------- | --------------------- |
| Játékmester            | Viktor Verzhbitsky   | Jantyik Csaba         |
| Luka Szergejevics      | Veniamin Smekhov     | Forgács Gábor         |
| Konsztantyin           | Yuri Chursin         | Molnár Levente        |
| Vlagyimir              | Vyacheslav Razbegaev | Megyeri János         |
| Ilja                   | Andrey Chadov        | Horváth Illés         |
| Kirill                 | Vadim Tsallati       | Gubányi György István |
| Kátya                  | Violetta Getmanskaya | Gulás Fanni           |
| Marija                 | Natalia Rudova       | TBA                   |
| Pjotr                  | Eugene Koryakovsky   | Welker Gábor          |
| Hentes                 | Alexey Grishin       | TBA                   |
| Ványa                  | Artyom Suchkov       | TBA                   |
| Pszichológus           | Karen Badalov        | Kapácsy Miklós        |
| Műsorvezető            | Vsevolod Kuznetsov   | Németh Gábor          |
| Larissza               | Olga Tumaykina       | Erdős Borcsa          |
| Bíró Ványa tárgyalásán | TBA                  | Koncz István          |
| További magyar hangok  |                      |                       |
| Bartucz Attila         |                      |                       |